# Gerardo Parra
Gerardo Enrique Parra (6 de mayo de 1987) es un ex jardinero venezolano de béisbol profesional en las Grandes Ligas, apodado "El Yolo". Jugó con los Arizona Diamondbacks desde 2009 hasta 2014, con los Milwaukee Brewers desde 2014 hasta 2015, con los Baltimore Orioles en 2015 y con los Colorado Rockies entre 2016 y 2018. Desde el 9 de mayo de 2019 fue firmado por los Washington Nationals, equipo con el que se retiró como jugador e inició carrera de técnico en 2022.
Parra tuvo un promedio de bateo de .275, 1,335 hits, 90 jonrones, 532 carreras impulsadas y 633 carreras anotadas durante su paso por las mayores. Ganó dos Guante de Oro y 1 Serie Mundial con Washington.

## Carrera profesional

### Arizona Diamondbacks

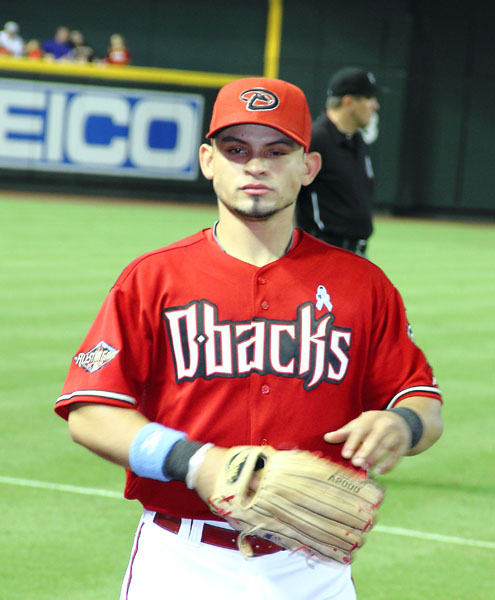
Parra con los Arizona Diamondbacks en 2011.

El 13 de mayo de 2009, Parra fue llamado por los Arizona Diamondbacks desde el equipo filial Clase AA Mobile BayBears cuando el jardinero izquierdo Conor Jackson fue colocado en la lista de lesionados. Fue insertado en la plantilla titular ese mismo día, y en ese juego se convirtió en el 100mo jugador en la historia de MLB en conectar un jonrón en el primer turno al bate de su carrera.
En sus primeros cinco juegos tuvo por lo menos una carrera impulsada, convirtiéndose en el segundo jugador desde Mike Lansing (1993) en los últimos 30 años en conseguir tal logro. Parra fue nombrado Novato del Mes de la Liga Nacional el mes de mayo, en el cual alcanzó por lo menos una base en sus primeros 17 juegos.
En 2011, Parra bateó para un promedio de .292 con 8 jonrones y 46 carreras impulsadas. No sólo se destacó ofensivamente, sino que se estableció como una amenaza defensiva con su poderoso brazo, poniendo fuera corredores en varias ocasiones. Fue un jugador muy subestimado en el 2011, siendo considerado un ingrediente clave en el éxito de los Diamondbacks.
Después de una temporada excepcional defensivamente, Parra fue premiado con un Guante de Oro el 1 de noviembre de 2011.
En un juego de 18 entradas el 24-25 de agosto de 2013 en la casa de los Philadelphia Phillies, Parra consiguió una marca personal de cinco hits conectados. Ambos equipos se combinaron para 28 bases por bolas, un récord de la Liga Nacional. Las 18 bases por bolas empataron una marca de la Liga Nacional. El juego duró siete horas y seis minutos, el más largo en la historia de ambos equipos.

### Milwaukee Brewers

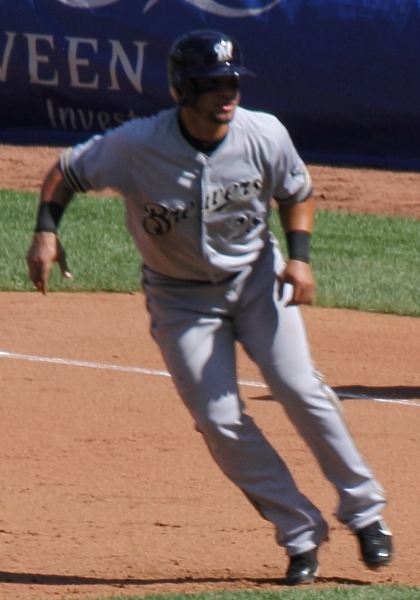
Parra con los Milwaukee Brewers en 2014.

El 31 de julio de 2014, los Diamondbacks transfirieron a Parra a los Milwaukee Brewers a cambio de los jugadores de ligas menores Mitch Haniger y Anthony Banda.

### Baltimore Orioles
El 31 de julio de 2015, los Brewers transfirieron a Parra a los Orioles de Baltimore a cambio del lanzador Zach Davies. En 55 juegos con los Orioles, registró un promedio de .237 con cinco jonrones y 20 impulsadas.

### Colorado Rockies
El 19 de enero de 2016, Parra firmó un contrato de tres años y $27.5 millones con los Rockies de Colorado.
Jugó con los Rockies como jardinero titular y de recambio durante tres temporadas, pero el 30 de octubre de 2018 se convirtió en agente libre luego de que el equipo declinara su opción de compra para el año 2019.

### Washington Nationals
Desde el 9 de mayo de 2019 se desempeñó como jardinero de los Nacionales de Washington, donde logró el anillo de campeón de Serie Mundial ese año.

### Liga venezolana
Comenzó su carrera profesional con las Águilas del Zulia. En 2013 es traspasado a los Leones del Caracas en un cambio por el infielder Marwin González.